# Delademus arboriculus
Delademus arboriculus är en rundmaskart. Delademus arboriculus ingår i släktet Delademus och familjen Neotylenchidae. Inga underarter finns listade i Catalogue of Life.